# Alestes dentex dentex
Alestes dentex dentex es una especie de peces de la familia Alestidae en el orden de los Characiformes.

## Hábitat
Es un pez de agua dulce.  

## Distribución geográfica
Se encuentra en el río Nilo